# 500 Millas de Indianápolis de 2017
La 101.ª edición de las 500 millas de Indianápolis se disputó el 28 de mayo de 2017 en el Indianapolis Motor Speedway. Es el evento más importante de la Temporada 2017 de la Verizon IndyCar Series. El vigente ganador de la carrera, el estadounidense Alexander Rossi es el vigente defensor de la carrera.
El mes de mayo, inició sus actividades al acoger una carrera en el circuito mixto del Indianápolis Motor Speedway el sábado 13 de mayo, al presentarse la cuarta fecha bajo el nombre de Gran Premio de Indianápolis. La apertura para las prácticas para las 500 Millas de Indianápolis se llevará a cabo el lunes 15 de mayo.

## Programa
Las actividades comenzaron el lunes 15 de mayo.
| Fecha      | Día       | Evento                                                               |
| ---------- | --------- | -------------------------------------------------------------------- |
| 13 de mayo | Sábado    | Gran Premio de Indianápolis                                          |
| 15 de mayo | Lunes     | Primer Test de pruebas en el óvalo/ Prueba de Orientación de Novatos |
| 16 de mayo | Martes    | Segundo Test de pruebas en el óvalo                                  |
| 17 de mayo | Miércoles | Tercer Test de pruebas en el óvalo                                   |
| 18 de mayo | Jueves    | Cuarto Test de pruebas en el óvalo                                   |
| 19 de mayo | Viernes   | Quinto Test de pruebas en el óvalo/ Fast Friday                      |
| 20 de mayo | Sábado    | Clasificación general                                                |
| 21 de mayo | Domingo   | Fast 9/Pole Day                                                      |
| 28 de mayo | Domingo   | 500 Millas de Indianápolis                                           |

## Novedades para la 101.ª edición
En esta carrera debutó el campeón del mundo de Fórmula 1 de 2005 y 2006 Fernando Alonso. El piloto asturiano aumentó su experiencia tras ser el más veloz en la prueba de orientación de novatos y ser quien hizo más vueltas en los libres 2. Otro piloto novato sería Zach Veach, quién sustituía a J. R. Hildebrand en Alabama ya que Hildebrand se rompió la mano. Para esta carrera, volvió el ganador de 2000 y 2015 Juan Pablo Montoya, quién participara en las carreras de Indianápolis. Jay Howard volvería a la IndyCar Series desde 2011 para participar en las 500 Millas de Indianápolis de 2017, y, al igual que Fernando Alonso, aumentó su experiencia por ser el más rápido en el Libres 4. En esta carrera también estará James Davison , que sustituyó a Sébastien Bourdais en las siguientes carreras. Pippa Mann Participó también en esta carrera como sexto piloto de Dale Coyne. Se esperaba el debut de Dreyer & Reinbold Racing,(con Sage Karam), Harding Racing, (con Gabby Chaves), Juncos Racing, (con Spencer Pigot y Sebastián Saavedra) y Lazier Partners Racing, que compitió con el ganador de 1996 Buddy Lazier. Por último, tenemos a Ed Carpenter, quién obtuvo la pole en 2 ocasiones para 2013 y 2014.

## Lista de inscritos
| N.º | Piloto                                | Equipo                         | Motor     |
| --- | ------------------------------------- | ------------------------------ | --------- |
| 1   | Simon Pagenaud                        | Team Penske                    | Chevrolet |
| 2   | Josef Newgarden                       | Team Penske                    | Chevrolet |
| 3   | Hélio Castroneves G                   | Team Penske                    | Chevrolet |
| 4   | Conor Daly                            | A. J. Foyt Enterprises         | Chevrolet |
| 5   | James Hinchcliffe                     | Schmidt Peterson Motorsports   | Honda     |
| 7   | Mikhail Aleshin                       | Schmidt Peterson Motorsports   | Honda     |
| 8   | Max Chilton                           | Chip Ganassi Racing            | Honda     |
| 9   | Scott Dixon G                         | Chip Ganassi Racing            | Honda     |
| 10  | Tony Kanaan G                         | Chip Ganassi Racing            | Honda     |
| 11  | Spencer Pigot                         | Juncos Racing                  | Chevrolet |
| 12  | Will Power                            | Team Penske                    | Chevrolet |
| 14  | Carlos Muñoz                          | A. J. Foyt Enterprises         | Chevrolet |
| 15  | Graham Rahal                          | Rahal Letterman Lanigan Racing | Honda     |
| 16  | Oriol Servià                          | Rahal Letterman Lanigan Racing | Honda     |
| 17  | Sebastián Saavedra N                  | Juncos Racing                  | Chevrolet |
| 18  | Sébastien Bourdais James Davison* (R) | Dale Coyne Racing              | Honda     |
| 19  | Ed Jones N                            | Dale Coyne Racing              | Honda     |
| 20  | Ed Carpenter                          | Ed Carpenter Racing            | Chevrolet |
| 21  | J. R. Hildebrand                      | Ed Carpenter Racing            | Chevrolet |
| 22  | Juan Pablo Montoya G                  | Team Penske                    | Chevrolet |
| 24  | Sage Karam                            | Dreyer & Reinbold Racing       | Chevrolet |
| 26  | Takuma Satō                           | Andretti Autosport             | Honda     |
| 27  | Marco Andretti                        | Andretti Autosport             | Honda     |
| 28  | Ryan Hunter-Reay G                    | Andretti Autosport             | Honda     |
| 29  | Fernando Alonso N                     | Andretti Autosport             | Honda     |
| 40  | Zach Veach N                          | A. J. Foyt Enterprises         | Chevrolet |
| 44  | Buddy Lazier G                        | Lazier Partners Racing         | Chevrolet |
| 50  | Jack Harvey N                         | Andretti Autosport             | Honda     |
| 63  | Pippa Mann N                          | Dale Coyne Racing              | Honda     |
| 77  | Jay Howard N                          | Schmidt Peterson Motorsports   | Honda     |
| 83  | Charlie Kimball                       | Chip Ganassi Racing            | Honda     |
| 88  | Gabby Chaves                          | Harding Racing                 | Chevrolet |
| 98  | Alexander Rossi G                     | Andretti Autosport             | Honda     |

## Lunes 15 de mayo - Prueba de Orientación de Novatos
Resumen de la práctica: Todos los debutantes se pasaron la Prueba de Orientación de Novatos, con Fernando Alonso siendo el más rápido. Sin embargo, Sebastián Saavedra necesitó más de las 2 horas previstas para pasarse la prueba. Jack Harvey tuvo que pasarse la prueba al día siguiente, y además, fue el primer incidente del mes por culpa de un fallo mecánico. Fernando Alonso fue el único piloto que superó la barrera del 220 mph (354 kmh)
| Velocidades máximas de práctica | Velocidades máximas de práctica | Velocidades máximas de práctica | Velocidades máximas de práctica | Velocidades máximas de práctica |
| Pos.                            | N.º                             | Piloto                          | Equipo                          | Velocidad                       |
| ------------------------------- | ------------------------------- | ------------------------------- | ------------------------------- | ------------------------------- |
| 1                               | 29                              | Fernando Alonso N               | Andretti Autosport              | 221.634                         |
| 2                               | 16                              | Oriol Servià                    | Rahal Letterman Lanigan Racing  | 220.759                         |
| 3                               | 19                              | Ed Jones N                      | Dale Coyne Racing               | 219.288                         |
| 4                               | 77                              | Jay Howard N                    | Schmidt Peterson Motorsports    | 217.069                         |
| 5                               | 17                              | Sebastián Saavedra N            | Juncos Racing                   | 216.598                         |
| 6                               | 50                              | Jack Harvey N                   | Andretti Autosport              | 214.353                         |
| 7                               | 40                              | Zach Veach N                    | A. J. Foyt Enterprises          | 192.605                         |
| 8                               | 26                              | Takuma Satō                     | Andretti Autosport              | 135.067                         |
| 9                               | 20                              | Ed Carpenter                    | Ed Carpenter Racing             | 130.657                         |
| 10                              | 21                              | J. R. Hildebrand                | Ed Carpenter Racing             | 130.314                         |
| 11                              | 14                              | Carlos Muñoz                    | A. J. Foyt Enterprises          | 125.883                         |
| 12                              | 15                              | Graham Rahal                    | Rahal Letterman Lanigan Racing  | 123.451                         |
| 13                              | 11                              | Spencer Pigot                   | Juncos Racing                   | 119.911                         |

## Lunes 15 de mayo - Primer Test de pruebas en el óvalo
Resumen de la práctica: Marco Andretti fue el piloto más rápido con 226,338 mph, a 1 milla de Scott Dixon. Los 2 españoles terminaron fuera del top 10, con Oriol Servià 11.º y Fernando Alonso 19.º. 
| Pos. | N.º | Piloto             | Equipo                         | Velocidad |
| ---- | --- | ------------------ | ------------------------------ | --------- |
| 1    | 27  | Marco Andretti     | Andretti Autosport             | 226.338   |
| 2    | 8   | Scott Dixon G      | Chip Ganassi Racing            | 225.296   |
| 3    | 20  | Ed Carpenter       | Ed Carpenter Racing            | 224.969   |
| 4    | 18  | Sébastien Bourdais | Dale Coyne Racing              | 224.775   |
| 5    | 28  | Ryan Hunter-Reay G | Andretti Autosport             | 224.576   |
| 6    | 15  | Graham Rahal D     | Rahal Letterman Lanigan Racing | 224.407   |
| 7    | 12  | Will Power         | Team Penske                    | 224.106   |
| 8    | 10  | Tony Kanaan G      | Chip Ganassi Racing            | 223.936   |
| 9    | 7   | Mikhail Aleshin    | Schmidt Peterson Motorsports   | 223.715   |
| 10   | 26  | Takuma Satō        | Andretti Autosport             | 223.587   |

## Martes 16 de mayo - Segundo Test de pruebas en el óvalo
Clima: Ventoso
Resumen de la práctica: Will Power fue el piloto más rápido con 224,656 mph, superando a su compañero Hélio Castroneves. Gabby Chaves fue el tercero más rápido con 223,991 metros por hora. Pero el piloto que dio el mayor n.º de vueltas, que son 117, fue Fernando Alonso, aumentando su experiencia en la IndyCar Series. Jack Harvey logró superar el Programa de Orientación de Novatos. Su coche no pudo tener velocidades constantes, hasta que Marco Andretti se metió en su coche para solucionar el problema.
| Pos. | N.º | Piloto              | Equipo                       | Velocidad |
| ---- | --- | ------------------- | ---------------------------- | --------- |
| 1    | 12  | Will Power          | Team Penske                  | 224.656   |
| 2    | 3   | Hélio Castroneves G | Team Penske                  | 224.287   |
| 3    | 88  | Gabby Chaves        | Harding Racing               | 223.991   |
| 4    | 28  | Ryan Hunter-Reay G  | Andretti Autosport           | 223.960   |
| 5    | 24  | Sage Karam          | Dreyer & Reinbold Racing     | 223.641   |
| 6    | 26  | Takuma Satō         | Andretti Autosport           | 223.556   |
| 7    | 7   | Mikhail Aleshin     | Schmidt Peterson Motorsports | 223.471   |
| 8    | 1   | Simon Pagenaud      | Team Penske                  | 223.420   |
| 9    | 21  | J. R. Hildebrand    | Ed Carpenter Racing          | 223.352   |
| 10   | 2   | Josef Newgarden     | Team Penske                  | 223.156   |

## Miércoles 17 de mayo - Tercer Test de pruebas en el óvalo
Clima: Muy ventoso
Resumen de la práctica: Solo 21 de los 33 pilotos salieron a pista. Ed Carpenter fue el más rápido con 222,894 millas por hora. El mejor novato fue Fernando Alonso, que fue 4.º con 219,533 mph. Oriol Servià fue el más lento marcando la segunda velocidad más lenta de la historia, con 61,301 mph (98,654 kmh) por problemas de motor.
| Pos. | N.º | Piloto            | Equipo                         | Velocidad |
| ---- | --- | ----------------- | ------------------------------ | --------- |
| 1    | 20  | Ed Carpenter      | Ed Carpenter Racing            | 222.894   |
| 2    | 9   | Scott Dixon G     | Chip Ganassi Racing            | 222.599   |
| 3    | 21  | J. R. Hildebrand  | Ed Carpenter Racing            | 220.553   |
| 4    | 29  | Fernando Alonso N | Andretti Autosport             | 219.533   |
| 5    | 4   | Conor Daly        | A. J. Foyt Enterprises         | 219.233   |
| 6    | 8   | Max Chilton       | Chip Ganassi Racing            | 218.872   |
| 7    | 14  | Carlos Muñoz      | A. J. Foyt Enterprises         | 218.840   |
| 8    | 40  | Zach Veach N      | A. J. Foyt Enterprises         | 218.636   |
| 9    | 83  | Charlie Kimball   | Chip Ganassi Racing            | 218.122   |
| 10   | 77  | Jay Howard N      | Schmidt Peterson Motorsports   | 217.299   |
| 11   | 10  | Tony Kanaan G     | Chip Ganassi Racing            | 217.057   |
| 12   | 15  | Graham Rahal      | Rahal Letterman Lanigan Racing | 216.866   |
| 13   | 7   | Mikhail Aleshin   | Schmidt Peterson Motorsports   | 216.844   |
| 14   | 5   | James Hinchcliffe | Schmidt Peterson Motorsports   | 216.333   |
| 15   | 2   | Josef Newgarden   | Team Penske                    | 159.591   |
| 16   | 50  | Jack Harvey N     | Andretti Autosport             | 156.680   |
| 17   | 24  | Sage Karam        | Dreyer & Reinbold Racing       | 151.130   |
| 18   | 26  | Takuma Satō       | Andretti Autosport             | 109.878   |
| 19   | 98  | Alexander Rossi   | Andretti Autosport             | 107.319   |
| 20   | 27  | Marco Andretti    | Andretti Autosport             | 102.752   |
| 21   | 16  | Oriol Servià      | Rahal Letterman Lanigan Racing | 61.301    |

## Jueves 18 de mayo - Cuarto Test de pruebas en el óvalo
Clima: Soleado
Resumen de la práctica: Jay Howard fue el más rápido con 226,744 millas por hora, y el más rápido sin ayuda de rebufos fue Takuma Satō, con 224,734 millas por hora. Fernando Alonso volvió a aumentar más experiencia en la IndyCar Series siendo 4.º y su compatriota Oriol Servià fue 8.º. Josef Newgarden fue uno de los pilotos más rápidos hasta que se chocó en la curva 1. Buddy Lazier marcó la velocidad más lenta de la historia, con 8,494 mph (13,669 kmh) por problemas de motor.
| Pos. | N.º | Piloto             | Equipo                         | Velocidad |
| ---- | --- | ------------------ | ------------------------------ | --------- |
| 1    | 77  | Jay Howard N       | Schmidt Peterson Motorsports   | 226.744   |
| 2    | 28  | Ryan Hunter-Reay G | Andretti Autosport             | 225.826   |
| 3    | 27  | Marco Andretti     | Andretti Autosport             | 225.709   |
| 4    | 29  | Fernando Alonso N  | Andretti Autosport             | 225.619   |
| 5    | 2   | Josef Newgarden    | Team Penske                    | 225.485   |
| 6    | 24  | Sage Karam         | Dreyer & Reinbold Racing       | 225.185   |
| 7    | 83  | Charlie Kimball    | Chip Ganassi Racing            | 225.141   |
| 8    | 16  | Oriol Servià       | Rahal Letterman Lanigan Racing | 224.837   |
| 9    | 26  | Takuma Satō        | Andretti Autosport             | 224.771   |
| 10   | 18  | Sébastien Bourdais | Dale Coyne Racing              | 224.725   |

## Viernes 19 de mayo -Fast Friday- Quinto Test de pruebas en el óvalo
Clima: Lluvioso
Resumen de la práctica: En este Fast Friday se aumenta la potencia de los coches. La lluvia hizo que se detenga la sesión durante 2 horas y media. Sébastien Bourdais marcó la velocidad más rápida con 233,116 mph, haciendo que Dale Coyne marca a un piloto en primera posición desde 1996. Spencer Pigot se chocó en la curva 2, mientras que Zach Veach se chocó en la curva 1.
| Pos. | N.º | Piloto               | Equipo                       | Velocidad |
| ---- | --- | -------------------- | ---------------------------- | --------- |
| 1    | 18  | Sébastien Bourdais   | Dale Coyne Racing            | 233.116   |
| 2    | 28  | Ryan Hunter-Reay G   | Andretti Autosport           | 232.132   |
| 3    | 26  | Takuma Satō          | Andretti Autosport           | 231.969   |
| 4    | 29  | Fernando Alonso N    | Andretti Autosport           | 231.827   |
| 5    | 22  | Juan Pablo Montoya G | Team Penske                  | 231.682   |
| 6    | 5   | James Hinchcliffe    | Schmidt Peterson Motorsports | 231.517   |
| 7    | 7   | Mikhail Aleshin      | Schmidt Peterson Motorsports | 231.447   |
| 8    | 77  | Jay Howard N         | Schmidt Peterson Motorsports | 231.255   |
| 9    | 19  | Ed Jones N           | Dale Coyne Racing            | 231.252   |
| 10   | 98  | Alexander Rossi G    | Andretti Autosport           | 231.191   |

## Sábado 20 de mayo - Clasificación general + Fast 9
Scott Dixon hace su tercera pole en las 500 Millas de Indianápolis, recibiendo un total de 100.000 dólares. El mejor novato al final fue Fernando Alonso, siendo 5.º.
| Pos.                                   | N.º | Piloto               | Equipo                         | Velocidad | Puntos |
| -------------------------------------- | --- | -------------------- | ------------------------------ | --------- | ------ |
| 1                                      | 8   | Scott Dixon G        | Chip Ganassi Racing            | 232.164   | 33     |
| 2                                      | 20  | Ed Carpenter         | Ed Carpenter Racing            | 231.664   | 32     |
| 3                                      | 98  | Alexander Rossi G    | Andretti Autosport             | 231.487   | 31     |
| 4                                      | 26  | Takuma Satō          | Andretti Autosport             | 231.365   | 30     |
| 5                                      | 29  | Fernando Alonso N    | Andretti Autosport             | 231.300   | 29     |
| 6                                      | 21  | J. R. Hildebrand     | Ed Carpenter Racing            | 230.889   | 28     |
| 7                                      | 10  | Tony Kanaan G        | Chip Ganassi Racing            | 230.828   | 27     |
| 8                                      | 27  | Marco Andretti       | Andretti Autosport             | 230.474   | 26     |
| 9                                      | 12  | Will Power           | Team Penske                    | 230.200   | 25     |
| No entraron en el Fast 9 - 10.ª a 33.ª |     |                      |                                |           |        |
| 10                                     | 28  | Ryan Hunter-Reay G   | Andretti Autosport             | 231.442   | 24     |
| 11                                     | 19  | Ed Jones N           | Dale Coyne Racing              | 230.578   | 23     |
| 12                                     | 16  | Oriol Servià         | Rahal Letterman Lanigan Racing | 230.309   | 22     |
| 13                                     | 7   | Mikhail Aleshin      | Schmidt Peterson Motorsports   | 230.271   | 21     |
| 14                                     | 15  | Graham Rahal         | Rahal Letterman Lanigan Racing | 230.253   | 20     |
| 15                                     | 8   | Max Chilton          | Chip Ganassi Racing            | 230.068   | 19     |
| 16                                     | 83  | Charlie Kimball      | Chip Ganassi Racing            | 229.956   | 18     |
| 17                                     | 5   | James Hinchcliffe    | Schmidt Peterson Motorsports   | 229.860   | 17     |
| 18                                     | 22  | Juan Pablo Montoya G | Team Penske                    | 229.565   | 16     |
| 19                                     | 3   | Hélio Castroneves G  | Team Penske                    | 229.515   | 15     |
| 20                                     | 77  | Jay Howard ND        | Schmidt Peterson Motorsports   | 229.414   | 14     |
| 21                                     | 24  | Sage Karam           | Dreyer & Reinbold Racing       | 229.380   | 13     |
| 22                                     | 2   | Josef Newgarden      | Team Penske                    | 228.501   | 12     |
| 23                                     | 1   | Simon Pagenaud       | Team Penske                    | 228.093   | 11     |
| 24                                     | 14  | Carlos Muñoz         | A. J. Foyt Enterprises         | 227.921   | 10     |
| 25                                     | 88  | Gabby Chaves         | Harding Racing                 | 226.921   | 9      |
| 26                                     | 4   | Conor Daly           | A. J. Foyt Enterprises         | 226.439   | 8      |
| 27                                     | 50  | Jack Harvey N        | Andretti Autosport             | 225.742   | 7      |
| 28                                     | 63  | Pippa Mann N         | Dale Coyne Racing              | 225.008   | 6      |
| 29                                     | 11  | Spencer Pigot        | Juncos Racing                  | 224.052   | 5      |
| 30                                     | 44  | Buddy Lazier G       | Lazier Partners Racing         | 223.417   | 4      |
| 31                                     | 17  | Sebastián Saavedra N | Juncos Racing                  | 221.142   | 3      |
| 32                                     | 40  | Zach Veach N         | A. J. Foyt Enterprises         | 221.081   | 2      |
| No clasificado - 33.ª                  |     |                      |                                |           |        |
| 33                                     | 18  | James Davison*       | Dale Coyne Racing              |           | 1      |

### Nota
(*) James Davison sustituirá a Sébastien Bourdais ya que el francés tuvo un accidente brutal en la curva 2 que le hizo soportar más de 118 G y sufrió fracturas en la pelvis.

## Parrilla de salida
|    | N.º | Izquierda            | N.º | En el medio       | N.º | Derecha              |
| 1  | 8   | Scott Dixon G        | 20  | Ed Carpenter      | 98  | Alexander Rossi G    |
| 2  | 26  | Takuma Satō          | 29  | Fernando Alonso N | 21  | J. R. Hildebrand     |
| 3  | 10  | Tony Kanaan G        | 27  | Marco Andretti    | 12  | Will Power           |
| 4  | 28  | Ryan Hunter-Reay G   | 19  | Ed Jones N        | 16  | Oriol Servià         |
| 5  | 7   | Mikhail Aleshin      | 15  | Graham Rahal      | 8   | Max Chilton          |
| 6  | 83  | Charlie Kimball      | 5   | James Hinchcliffe | 22  | Juan Pablo Montoya G |
| 7  | 3   | Hélio Castroneves G  | 77  | Jay Howard N      | 24  | Sage Karam           |
| 8  | 2   | Josef Newgarden      | 1   | Simon Pagenaud    | 14  | Carlos Muñoz         |
| 9  | 88  | Gabby Chaves         | 4   | Conor Daly        | 50  | Jack Harvey N        |
| 10 | 63  | Pippa Mann N         | 11  | Spencer Pigot     | 44  | Buddy Lazier G       |
| 11 | 17  | Sebastián Saavedra N | 40  | Zach Veach N      | 18  | James Davison R      |

## Carrera

### Ganador
El capítulo 101 de la serie 500 Millas de Indianápolis fue ganada por Takuma Satō, con Hélio Castroneves a falta de unas décimas.

### Principio de carrera
En la salida, Scott Dixon sigue liderando la carrera con Alexander Rossi y Ed Carpenter, mientras que Fernando Alonso cae a la 6.ª posición, y su compatriota va 13.º. En la vuelta 6, Tony Kanaan adelanta al líder Scott Dixon en la curva 3. Oriol Servià cae a la 19.º posición, mientras que Ed Jones está 10.º. En la vuelta 39 Fernando Alonso se coloca en primera posición tras adelantar a Alexander Rossi en el final de la primera recta. Sin embargo, pierde el liderato en la vuelta 43 cuando le adelanta Alexander Rossi, y en la vuelta 44 Takuma Satō adelanta a Ed Carpenter para ganar la 3.ª posición. En la vuelta 53, con Fernando Alonso liderando la carrera, Jay Howard impacta contra el muro, haciendo que Scott Dixon también este involucrado en el accidente. El accidente fue tan fuerte que no solo alcanzó a Hélio Castroneves, sino que se produce una bandera roja para reparar la valla SAFER. En la vuelta 60 se reanuda la prueba con Fernando Alonso liderando la carrera. Pero en la recta de meta Alexander Rossi adelanta al coche n.º 29 de Fernando Alonso. En la vuelta siguiente, Takuma Satō adelanta a Fernando Alonso en el mismo lugar donde le adelantó el ganador del año pasado. En la vuelta 65 Takuma Satō se pone líder de carrera, y Ryan Hunter-Reay ha estado a punto de adelantar a Alexander Rossi. En la vuelta 66 Charlie Kimball se toca con Conor Daly, haciendo que el de Foyt se choca contra el muro. Jack Harvey también está fuera de carrera por los escombros. En la vuelta 76 se reanuda la carrera, pero Alexander Rossi le quita la primera plaza a Takuma Satō en la curva 1. En la vuelta 77 Ryan Hunter-Reay le quita la segunda posición a Takuma Satō. En la segunda recta, Fernando Alonso adelanta a Takuma Satō y en la curva 3, el n.º 29 se va por rebufo. Pero los adelantamientos a Satō aumentan, cuando ya es 5.º en la curva 1 en la vuelta 78 adelantado por Tony Kanaan. En la vuelta 81, se produce la tercera bandera amarilla por una pieza colocada en la recta de salida. En la vuelta 82 se inician las paradas, comenzando la buena suerte de Josef Newgarden, quién esta 5.º tras ser 9.º y empeorando la mala suerte de Takuma Satō, que era 5.º y ahora va 7.º. En la vuelta 84, se reanuda la carrera con Max Chilton en primera posición. En la vuelta 87, Ryan Hunter-Reay se coloca líder de carrera.

### Ecuador de la carrera
En la vuelta 114, entran Fernando Alonso y Ryan Hunter-Reay entran en boxes para cambiar neumáticos, pero James Davison se toca contra el alerón trasero de Oriol Servià, lo que estuvo a punto de romperlo. En la vuelta 122 tenemos la cuarta bandera amarilla provocada por Buddy Lazier en la curva 2. Will Power estuvo a punto de chocarse con Takuma Satō por culpa del humo por el derrape de Buddy Lazier. Pero Sage Karam hace que la bandera amarilla dure más, cuando se ha quedado con problemas de motor. Se reanuda la carrera en la vuelta 130 y Fernando Alonso se coloca líder de carrera, aunque se produce la 5.º amarilla por más escombros en la pista. En la vuelta 135 se reanuda la carrera con Fernando Alonso liderando, Alexander Rossi segundo y Ryan Hunter-Reay tercero. Pero en la vuelta 137 el motor de Ryan Hunter-Reay se rompe, siendo la 6.º amarilla de la carrera. La suerte de Alexander Rossi va a peor cuando un mecánico no intenta poner la manguera en el depósito de combustible. Pero cuando la maniobra está terminada, el coche de Alexander Rossi se cala, llevándole hasta el último grupo. En la vuelta 144 se reanuda la carrera con Max Chilton liderando la carrera. Pero luego llega la 7.º amarilla por culpa de escombros de medio alerón delantero de Ed Carpenter. En la vuelta 148 se reanuda la carrera y Charlie Kimball está liderando la carrera.

### Final de carrera
En la vuelta 151, Max Chilton adelanta a Charlie Kimball y vueltas después James Davison adelanta a Charlie Kimball en la recta de meta. En la vuelta 167 entra Max Chilton y eso deja a James Davison liderando la carrera, siendo el primer reemplazante en liderar una carrera. Pero tenemos la 8.º bandera amarilla provocada por Charlie Kimball, ya que el piloto n.º 83 rompe motor. Pero también abandona Zach Veach por el mismo caso que Charlie Kimball. En la vuelta 171 Max Chilton lidera la carrera, pero con Hélio Castroneves segundo y Takuma Satō tercero. En la vuelta 176 Ed Jones adelanta a Hélio Castroneves, pero Satō no intenta adelantar al 2.º y 3.º. En la vuelta 178 Takuma Satō se pone en segunda posición, pero a falta de 21 vueltas, se termina el sueño de Fernando Alonso, al romperse su motor. A falta de 17 vueltas se reanuda la bandera verde, pero llega la 10.ª bandera amarilla de la carrera, lo que la convierte en la carrera con más amarillas de las 500 Millas de Indianápolis. Los involucrados son: Oriol Servià, James Davison, Will Power, James Hinchcliffe y Josef Newgarden. Quedan 11 vueltas y Max Chilton sigue liderando la carrera. Takuma Satō tiene opciones de adelantamiento, aunque falla en los intentos. Hélio Castroneves adelanta a Ed Jones para ser tercero. A falta de 9 vueltas, Hélio Castroneves adelanta a Takuma Satō por el exterior de la curva 3. En la vuelta 193 Hélio Castroneves adelanta a Max Chilton en la última curva. A falta de 5 vueltas, Takuma Satō adelanta a Hélio Castroneves en la curva 1.

## Resultados
| Pos. | N.º | Piloto              | Equipo                         | Vueltas | Tiempo/Retirado | Grilla | Puntos |
| ---- | --- | ------------------- | ------------------------------ | ------- | --------------- | ------ | ------ |
| 1    | 26  | Takuma Satō         | Andretti Autosport             | 200     | 3:13:03.3584    | 4      |        |
| 2    | 3   | Hélio Castroneves G | Team Penske                    | 200     | +0.2011         | 19     |        |
| 3    | 19  | Ed Jones N          | Dale Coyne Racing              | 200     | +0.5278         | 11     |        |
| 4    | 8   | Max Chilton         | Chip Ganassi Racing            | 200     | +1.1365         | 15     |        |
| 5    | 10  | Tony Kanaan         | Chip Ganassi Racing            | 200     | +1.6472         | 7      |        |
| 6    | 22  | Juan Pablo Montoya  | Team Penske                    | 200     | +1.7154         | 18     |        |
| 7    | 98  | Alexander Rossi     | Andretti Autosport             | 200     | +2.4222         | 3      |        |
| 8    | 27  | Marco Andretti      | Andretti Autosport             | 200     | +2.5410         | 8      |        |
| 9    | 88  | Gabby Chaves        | Harding Racing                 | 200     | +3.8311         | 25     |        |
| 10   | 14  | Carlos Muñoz        | A. J. Foyt Enterprises         | 200     | +4.5319         | 24     |        |
| 11   | 20  | Ed Carpenter        | Ed Carpenter Racing            | 200     | +4.6228         | 2      |        |
| 12   | 15  | Graham Rahal        | Rahal Letterman Lanigan Racing | 200     | +4.6228         | 14     |        |
| 13   | 7   | Mikhail Aleshin     | Schmidt Peterson Motorsports   | 200     | +5.6993         | 13     |        |
| 14   | 1   | Simon Pagenaud      | Team Penske                    | 200     | +6.0513         | 23     |        |
| 15   | 17  | Sebastian Saavedra  | Juncos Racing                  | 200     | +12.6668        | 31     |        |
| 16   | 21  | J. R. Hildebrand    | Ed Carpenter Racing            | 200     | +33.2191        | 6      |        |
| 17   | 63  | Pippa Mann          | Dale Coyne Racing              | 199     | +1 vuelta       | 28     |        |
| 18   | 11  | Spencer Pigot       | Juncos Racing                  | 194     | +6 vueltas      | 29     |        |
| 19   | 2   | Josef Newgarden     | Team Penske                    | 186     | +14 vuelta      | 22     |        |
| 20   | 18  | James Davison       | Dale Coyne Racing              | 183     | Accidente       | 33     |        |
| 21   | 16  | Oriol Serviá        | Rahal Letterman Lanigan Racing | 183     | Accidente       | 12     |        |
| 22   | 5   | James Hinchcliffe   | Schmidt Peterson Motorsports   | 183     | Accidente       | 17     |        |
| 23   | 12  | Will Power          | Team Penske                    | 183     | Accidente       | 9      |        |
| 24   | 29  | Fernando Alonso N   | Andretti Autosport             | 179     | Motor           | 5      |        |
| 25   | 83  | Charlie Kimball     | Chip Ganassi Racing            | 166     | Motor           | 16     |        |
| 26   | 40  | Zach Veach          | A. J. Foyt Enterprises         | 155     | Mecánico        | 32     |        |
| 27   | 28  | Ryan Hunter-Reay    | Andretti Autosport             | 136     | Motor           | 10     |        |
| 28   | 24  | Sage Karam          | Dreyer & Reinbold Racing       | 125     | Batería         | 21     |        |
| 29   | 44  | Buddy Lazier        | Lazier Partner Racing          | 118     | Accidente       | 30     |        |
| 30   | 4   | Conor Daly          | A. J. Foyt Enterprises         | 65      | Accidente       | 26     |        |
| 31   | 50  | Jack Harvey N       | Andretti Autosport             | 65      | Accidente       | 27     |        |
| 32   | 9   | Scott Dixon         | Chip Ganassi Racing            | 52      | Accidente       | 1      |        |
| 33   | 77  | Jay Howard          | Schmidt Peterson Motorsports   | 45      | Accidente       | 20     |        |